# ポーンナッパン・ポーンペンピパット
ポーンナッパン・ポーンペンピパット（タイ語: พรนับพัน พรเพ็ญพิพัฒน์、英語: Pornnappan Pornpenpipat、1997年6月25日 - )は、タイではネネ（タイ語: เนเน่）の愛称で、中国ではジェンナイシン（郑乃馨）の芸名で知られるタイの俳優で歌手。中国のガールグループ硬糖少女303(Bonbon Girls 303)での活動を経て、現在はソロで活動している。

## 人物
タイのバンコクに生まれる。タイ・ドイツ予備工科学校（タイ語: โรงเรียนเตรียมวิศวกรรมศาสตร์ ไทย-เยอรมัน）を卒業後、モンクット王工科大学北バンコク校で学び、スタンフォード国際大学でクリエイティブメディアデザインを専攻した。子供の頃よりエンジニアか歌手になりたいと思っており、2013年にTrue Academy Fantasiaシーズン10に15歳で出場したことから芸能界入りした。

## キャリア

### 2013年：コンテスト出場とキャリアスタート
2013年の15歳のとき、タイの歌唱コンテスト「True Academy Fantasia シーズン10」にそのシーズン最年少の出場者として出場した。
コンテスト出場後は「ネネ AF10」として知られるようになり、テレビシリーズ『ハーホンチーウィット（5 ห้องชีวิต）』で女優としてデビューした。 当初中国語は全く話せなかったが、本作に出演するにあたって中国語が話せる必要があったため、流暢に話せるようになるまで練習をしたという。 また同作のサウンドトラックとして「カッチャイ（ขัดใจ）」をリリースし歌手としてもキャリアをスタートさせた。

### 2014年：ソロデビュー
2014年、「ドックマーイ・クラーング・タレー・サーイ（ดอกไม้กลางทะเลทราย）」でMuzik Move Recordsよりソロデビューした。

### 2015年：ミルクシェイクデビュー
2015年、GMMグラミーのHola Societyより5人組ガールグループMilkshake（มิลค์เชค）のメンバーとして「แห่ (SHARE)」でデビューした。
同年、チャンネル93の番組『Talk Talk』のラジオDJに就任した。

### 2016年：ミルクシェイク解散
2016年、MilkShakeにてグループとして2曲目となるスペシャルシングル「โจ๊ะ ( JOH )」をリリースした。
2016年の終わりにミルクシェイクは解散したが、その際に公式より解散理由は発表されなかった。

### 2017年：中国・ベトナム進出
GMMTVにより制作されたドラマシリーズ『Teenage Mom The Series（คุณแม่วัยใส The Series）』に出演した。
9月27日、初めて中国に渡り歌番組『チャンシアンチュンファ（唱响中华）』に出演。ヤン・ユーイン（楊鈺瑩）の「我不想说」という中国の歌を披露した。これは中国で働いている父親が好きな歌でもあった。
11月27日、ベトナムのホン・ニュンと共に映画『MẸ CHỒNG』のテーマソング「LÝ CÂY BÔNG」をリリースした。これがアーティストとしてリリースした初の外国の歌となる。

### 2018年：映画デビュー
2018年、ベトナムのリー・ハイ監督による映画『Lat Mat 3: Ba Chang Khuyet（ベトナム語: Lật mặt: Ba chàng khuyết）』に出演。これが初の映画出演であると同時に初の外国映画への出演となった。 映画は4月20日に公開され、公開からわずか2週間で600億ドン、2か月で850億ドンの興行収入を獲得し、視聴回数は130万回近くに達した。
11月5日にはタイと中国が共同制作した映画『宅男长成记之人偶初恋（The Doll）』に出演した。

### 2019年
4月11日、LOTTEと共にBH BrickHouseレーベルより「กันและกัน (Together)」をリリースした。
7月28日、iQIYIで配信された中国のウェブドラマ『超级影后之初次做人 Nice to Meet UFO』に主演のエイリアン役で出演した。
11月16日、Justneneの名義で「หลง（ロン）」をリリースした。

### 2020年：硬糖少女303(BonBon Girls 303)
3月12日、タイのGMMTVによるドラマシリーズ『2gether』に出演した。 
4月、テンセントが主催する中国のオーディション番組『創造営2020（Chuang 2020）』に参加し、候補生の一人として5月2日に「你最最最重要（You Are Everything To Me）」を発表した。5月16日のステージで披露した「Honey」で初のセンターを務め 6月20日のステージでは「着迷 Lost In ME」を披露した。
7月4日、創造営2020の決勝で5位を獲得し、7人組ガールグループ硬糖少女303(Bonbon Girls 303)のメンバーとなった。 
7月12日、タイのドラマ「ลองของ ซีรีส์（Art of Devil）」がチャンネル3にて放映された。
8月11日、Bonbon Girls 303のデビューミニアルバム「The Law of Hard Candy（硬糖定律）」がリリースされた。8月24日には同アルバムに収録されているデビュー曲「BONBON GIRLS（硬糖定律）」のミュージックビデオが公開された。

### 2021年
2月17日、『創造営2021』に国際アシスタントメンター（先生役）として出演した。

### 2022年
7月4日、2年間の活動を経て硬糖少女303の解散に伴いグループを卒業。
7月12日、ソニー・ミュージックエンタテインメントと契約し、ソロアーティストとして「約定(Promise)」をリリース。

## 私生活
2024年4月22日、ネネはタイの俳優兼歌手ワチラウィット・チワアリとの関係を発表した。

## ディスコグラフィ

### ミニアルバム
1. The Law of Hard Candy (硬糖定律) - BonBon Girls 303
2. Fearless Girls (了不起的女孩) - BonBon Girls 303

### シングル

#### ソロ
| リリース日     | 名前                                                                           | ノート                                     |
| -------------- | ------------------------------------------------------------------------------ | ------------------------------------------ |
| 2013年12月17日 | カッチャイ（ขัดใจ）                                                             | 『ハーホンチーウィット（5 ห้องชีวิต）』挿入歌 |
| 2014年3月6日   | ドックマーイ・クラーング・タレー・サーイ ดอกไม้กลางทะเลทราย（Flower On Desert） | デビュー曲                                 |
| 2019年11月16日 | ロン（หลง）                                                                    | Justnene名義                               |
| 2022年7月12日  | 約定(Promise)                                                                  | Sony Music移籍後初シングル                 |

#### グループ / コラボレーション
- ミルクシェイク（Milkshake）

| リリース日     | 名前        | ノート     |
| -------------- | ----------- | ---------- |
| 2015年11月18日 | แห่ (SHARE)  | デビュー曲 |
| 2016年4月7日   | โจ๊ะ ( JOH ) |            |

- 硬糖少女303（Bonbon Girls 303）

| リリース日     | 名前                             | アルバム                         | ノート                                          |
| -------------- | -------------------------------- | -------------------------------- | ----------------------------------------------- |
| 2020年8月24日  | BONBON GIRLS                     | The Law of Hard Candy (硬糖定律) | グループのデビュー曲                            |
| 2020年11月27日 | 拉我 (Pull Me)                   |                                  | ゲーム「神武4」10周年記念プロモーションシングル |
| 2021年2月9日   | 集合时刻 (Just Team Up)          |                                  | ゲーム「Game for Peace」プロモーション楽曲      |
| 2021年2月13日  | 史兰客学苑 (Shi Lan Ke Xue Yuan) |                                  | TVシリーズ「斗罗大陆」の挿入歌                  |
| 2021年7月26日  | 了不起的女孩 (Fearless Girls)    | 了不起的女孩 (Fearless Girls)    | [ 31 ]                                          |

- コラボレーション

| リリース日     | 名前                                     | アーティスト     | ノート                                |
| -------------- | ---------------------------------------- | ---------------- | ------------------------------------- |
| 2017年11月27日 | Lý Cây Bông                              | ホン・ニュン     | ベトナム映画『MẸ CHỒNG』              |
| 2019年4月11日  | กันและกัน (Together)                       | LOTTE            |                                       |
| 2020年5月2日   | 你最最最重要（You Are Everything To Me） | 他の研修生と共に | 創造営2020（Chuang 2020）プロジェクト |

### 創造営2020パフォーマンス楽曲
| 年月日        | 曲 | ノート           |
| ------------- | --- | ---------------- |
| 2020年5月2日  | 《你最最最重要》（You Are Everything To Me） - 研修生全員でパフォーマンス                                                                | 公式テーマソング |
| 2020年5月2日  | 《Best Part》 - 原曲歌手：ダニエル・シーザー & H.E.R.                                                                                    | 第一期（上）     |
| 2020年5月3日  | 《Someone You Loved》 - 原曲歌手：ルイス・キャパルディ                                                                                   | 第一期（下）     |
| 2020年5月3日  | 《我要變好看》 - 原曲歌手：周思涵 - 一緒にパフォーマンスしたメンバー：謝安然、伍雅露、張馨文                                             | 第一期（下）     |
| 2020年5月16日 | 《Honey》 - 原曲歌手：王心凌 - 一緒にパフォーマンスしたメンバー：張藝凡、伍雅露、黃恩茹、卞卡、趙天愛、萬芳舟 - 初センター、チーム勝利   | 第三期（上）     |
| 2020年5月30日 | 《一步成詩》 - 原曲歌手：王詩安 - 一緒にパフォーマンスしたメンバー：妙靜鷗、馮琬賀、伍雅露、仲菲菲 - グループのリーダー、応援王獲得      | 第五期（下）     |
| 2020年6月20日 | 《着迷 Lost In ME》 - オリジナル曲 - 一緒にパフォーマンスしたメンバー：胡瑪爾、胡嘉欣、康汐、李佳恩、伍雅露 - ゲスト：丁禹兮 - センター  | 第八期（下）     |
| 2020年6月20日 | 《這是我一直想對你說的話》 - オリジナル曲 - 一緒にパフォーマンスしたメンバー：上位34人の研修生                                           | 第八期（下）     |
| 2020年7月4日  | 《摩登天后 It’s a Bomb》 - オリジナル曲 - 一緒にパフォーマンスしたメンバー：劉些寧、劉夢、劉念、蘇芮琪、王柯、伍雅露、朱主愛 - センター  | 第十期           |
| 2020年7月4日  | 《愛情不需要時間證明》 - 原曲歌手：Klear                                                                                                 | 第十期           |
| 2020年7月4日  | 《Daisies》 - 原曲歌手：ケイティ・ペリー - 一緒にパフォーマンスしたメンバー：希林娜依·高、陳卓璇、蘇芮琪、王藝瑾、伍雅露、徐藝洋、朱主愛 | 第十期           |

## フィルモグラフィ

### ドラマ・シリーズ
| 年   | タイトル                                         | 役     | 放送チャンネル    | ノート       |
| ---- | ------------------------------------------------ | ------ | ----------------- | ------------ |
| 2013 | ハーホンチーウィット 5 ห้องชีวิต（5 Rooms Of Life） | ルー   | DMC               | 初主演       |
| 2017 | Teenage Mom The Series คุณแม่วัยใส The Series       | フォン | GMM ONE 、LINE TV | 女司璇／秦璇 |
| 2019 | 超级影后之初次做人 Nice to Meet UFO              |        | IQIYI             | 主演         |
| 2020 | 2ghether                                         | エアー | GMM25             |              |
| 2020 | ลองของ ซีรีส์（Art of Devil）                       | Aye    | チャネル3         |              |

### 映画
| 年   | タイトル                                  | 役       | 公開日                       | ノート                  |
| ---- | ----------------------------------------- | -------- | ---------------------------- | ----------------------- |
| 2018 | Lật mặt 3 - Ba chàng khuyết （Lat mat 3） | Christie | 2018年5月25日                | 主演 ベトナム作品       |
| 2018 | 宅男长成记之人偶初恋 （The Doll）         | 陳中智   | 2018年11月5日                | 主演 タイ・中国共同制作 |
| 2021 | 2gether THE MOVIE                         | エアー   | - 日本 2021年6月4日 - タイ - | タイ作品                |

### ミュージックビデオ出演
| 年   | タイトル                                     | アーティスト                    | ノート                                        |
| ---- | -------------------------------------------- | ------------------------------- | --------------------------------------------- |
| 2017 | メイダイヤークラック（ไม่ได้อยากรัก）           | SARAVILLA feat. The TOYS        | [ 32 ]                                        |
| 2018 | エムイウアンティサオ（Em Yêu Anh Thì Sao）   | Amy                             | ベトナム映画『Lat Mat 3: Ba Chang Khuyet』    |
| 2018 | ハイティントイ（Hãy Tin Tôi）                | Luân, Kiều Minh Tuấn, Huy Khánh | ベトナム映画『Lat Mat 3: Ba Chang Khuyet』    |
| 2018 | ケットゥッ（KẾT THÚC）                       | LUÂN                            | ベトナム映画『Lat Mat 3: Ba Chang Khuyet』    |
| 2019 | Nice To Meet UFO                             |                                 | ドラマ『超级影后之初次做人 Nice to Meet UFO』 |
| 2019 | ภาพสุดท้าย (เวอร์ชั่นจีน) 最后一刻 (Zui Hou Yi Ke) | Jack Jarupong                   | ドラマ『超级影后之初次做人 Nice to Meet UFO』 |
| 2020 | ハイテンション (High Tension)                | BNK48                           | [ 38 ]                                        |
| 2020 | อยากให้...รู้สึก（I Wanna...Feel It）            | Pavida Moriggi (ภาวิดา มอริจจิ)    | ドラマ『ลองของ ซีรีส์（Art of Devil）』          |